# Thiazepine

1,3-Thiazepin

1,4-Thiazepin

Diltiazem. 1,4-Thiazepin ist hier der siebengliedrige Ring in der Mitte.

Thiazepine sind substituierte Thiepine, bei denen im ungesättigten heterocyclischen siebengliedrigen Ring ein Kohlenstoffatom durch ein Stickstoffatom ersetzt wird. Abhängig von der Position dieses Stickstoffatoms unterscheidet man zwischen 1,3-Thiazepinen und 1,4-Thiazepinen.
Benzothiazepine haben ein Benzol an den Thiazepinring anelliert, wobei es bei Dibenzothiazepinen zwei davon gibt. Diltiazem ist ein Benzothiazepin, das als Calcium-Kanal-Blocker eingesetzt wird und in den Eigenschaften zwischen Verapamil und Dihydropyridinen liegt. Es findet zudem Anwendung bei einer speziellen Form der Angina pectoris (Prinzmetal-Angina).